# 185196 Vambery
185196 Vambery este o planetă minoră (asteroid) din centura de asteroizi. A fost descoperită pe 15 octombrie 2006 la Piszkéstetői Obszervatórium⁠(d) de Krisztián Sárneczky⁠(d) și a fost numită după Vámbéry Ármin⁠(d). 
Obiectul prezintă o orbită caracterizată de o semiaxă mare de 2,5787267837137 UAi, o excentricitate de 0,037532295108029, o înclinație de 9,9860328632305 ° în raport cu ecliptica.